# واشبرن مقاطعة بايفيلد (ويسكونسن)
واشبورن، مقاطعة بايفيلد (بالإنجليزية: Washburn, Bayfield County, Wisconsin)‏ هي بلدة تقع بولاية ويسكونسن في الولايات المتحدة. تبلغ مساحتها 220.7 (كم²)، وترتفع عن سطح البحر 358 م، بلغ عدد سكانها 541 نسمة في عام 2000 حسب إحصاء مكتب تعداد الولايات المتحدة وتصل الكثافة السكانية فيها 2.5 نسمة/كم2.

## وصلات خارجية
- The US50 - Cities and Towns in Wisconsin State
- Wisconsin Cities and Towns, Facts, Map, Flag, Colleges, Government, and More